# Elisabetta Vendramini
Elisabetta Vendramini (Vicenza, 9 de abril de 1790-Padua, 2 de abril de 1860) fue una religiosa profesa católica italiana que estableció las Hermanas Terciarias Franciscanas Isabelinas en 1830 en Padua. Se mudó allí después de que rompió su compromiso con un hombre de Ferrara. Su proceso de beatificación comenzó el 30 de diciembre de 1938, bajo el papa Pío XI, en un movimiento que le otorgó el título de Sierva de Dios.  Fue declarada Venerable en 1989 mientras el papa Juan Pablo II presidió su beatificación el 4 de noviembre de 1990.

## Biografía
Elisabetta Vendramini nació el 9 de abril de 1790 en Vicenza. Fue educada en un convento agustino cuando era niña y recibió su educación religiosa tanto de ellos como de sus padres.
En 1811 se comprometió, a pesar de la objeción de sus padres, con un hombre de origen humilde de Ferrara. Rompió este compromiso la noche anterior a su boda en 1817 porque sintió una llamada clara y concisa a la vida religiosa para poder dedicarse a las necesidades de los pobres. Comenzó a cuidar niños en su ciudad natal y luego se unió al personal de un orfanato capuchino en 1820. En 1821 se profesó en la Tercera Orden de San Francisco y asumió su hábito. Vendramini se mudó a Padua y trabajó con dos de sus amigas en una escuela gratuita.
El 10 de noviembre de 1828 estableció las Hermanas Franciscanas Isabelinas en Padua, con la ayuda del sacerdote Luigi Maran (1794-1859) y las nombró en honor a Isabel de Hungría. El instituto se estableció para seguir la regla de Francisco de Asís, la regla que el papa Nicolás IV aprobó en 1289. Su congregación se distinguió en 1836 durante una epidemia de fiebre.
Murió el 2 de abril de 1860. Sus restos desaparecieron en 1872 tras la renovación de las tumbas donde se encontraba.
Su orden fue agregada a la Orden de los Frailes Menores el 19 de febrero de 1904, mientras que el papa Pío X emitió el decreto de alabanza el 5 de abril de 1910. Recibió la aprobación total del papa Pío XI el 18 de junio de 1934. La orden ahora opera en Kenia, Ecuador, Argentina, Egipto, Israel y en Sudán del Sur entre otros estados y en 2005 tiene 117 casas con un total de 1032 religiosos.

## Beatificación
El proceso de beatificación se inició en la Diócesis de Padua el 30 de diciembre de 1938 -bajo el papa Pío XI- en un proceso informativo que otorgó el título de Siervo de Dios como primera etapa oficial del proceso.  La investigación informativa concluyó su actividad el 18 de abril de 1947. Los teólogos recopilaron sus escritos y los aprobaron como conformes a la fe en un decreto del 2 de abril de 1964. El segundo proceso se abrió el 8 de junio de 1963 para continuar el trabajo del primer proceso y cerró el 30 de noviembre de 1964. El último abrió el 12 de enero de 1965 y cerró poco después.
La Positio se presentó a la Congregación para las Causas de los Santos en 1986 y se envió a una sesión de historiadores para que este último grupo evaluara si la causa tenía o no obstáculos históricos que le impidieran seguir adelante.  El equipo de historiadores aprobó la causa el 10 de marzo de 1987. El 11 de marzo de 1988 el C.C.S. validó los tres procesos anteriores y asignó teólogos para discutir la causa a la que este último expresó su aprobación al contenido de la Positio el 28 de junio de 1988. El C.C.S.  ellos mismos también lo aprobaron el 7 de febrero de 1989, lo que les permitiría transmitir sus conclusiones al Papa para su propia aprobación.
Fue proclamada Venerable - el 18 de febrero de 1989 - después de que el papa Juan Pablo II aprobara el hecho de que la difunta religiosa había vivido una vida cristiana modelo de virtudes heroicas en la que se decía que había ejemplificado las virtudes cardinales y las virtudes teologales.
El milagro requerido para su beatificación fue investigado en la diócesis italiana de su origen desde mayo de 1956 hasta julio de 1956. Recibió la validación de la C.C.S.  el 21 de abril de 1989 y recibió la aprobación de la junta médica el 15 de noviembre de 1989. Los teólogos consultores también expresaron su aprobación al milagro el 23 de marzo de 1990, mientras que el C.C.S.  también expresó su aprobación el 19 de junio de 1990. El Papa expresó su aprobación el 10 de julio de 1990 y la beatificó el 4 de noviembre de 1990.
El milagro en cuestión implicó la curación rápida y perfecta de Sergia De Carlo, de la propia orden de Vendramini, en diciembre de 1936 en Padua, que padecía una combinación de tuberculosis y enfermedad de Pott.
El actual postulador asignado a la causa es Giovangiuseppe Califano.